# Mont Pelve
Ne doit pas être confondu avec Mont Pelvoux.
Le mont Pelve est un sommet de France situé dans le massif de la Vanoise, en Savoie.

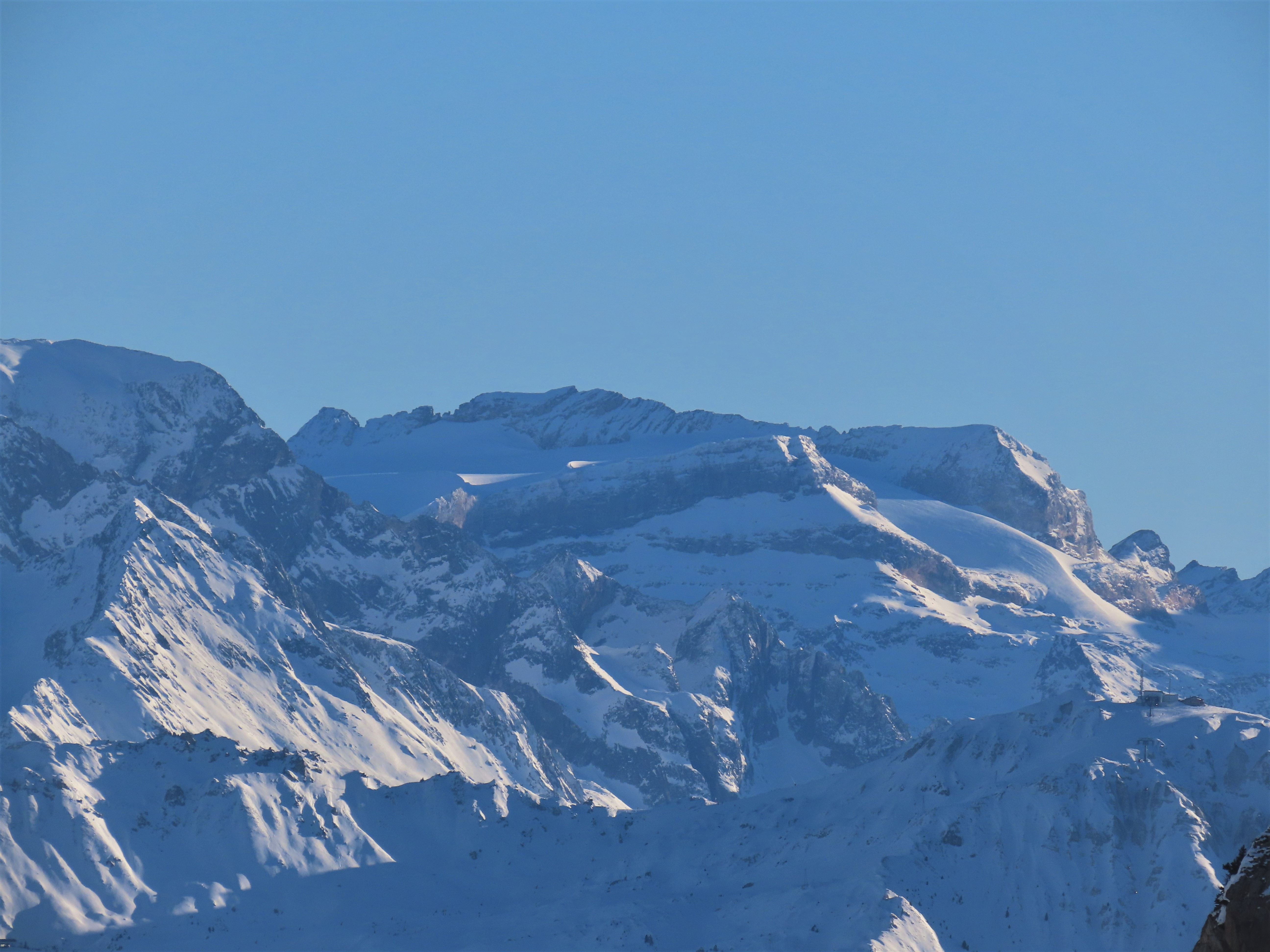
Vue hivernale du mont Pelve depuis la croix du Berger au nord-ouest.